# Juan Francisco Ferré
Juan Francisco Ferré (Málaga, 1962) es un escritor español, Premio Herralde de novela en 2012.
Escritor perteneciente a la Generación Nocilla y crítico literario. Autor de cinco novelas, un libro de relatos, un ensayo literario y varias antologías. Es Doctor en Filología Hispánica. Entre 2005 y 2012 ejerció como profesor invitado e investigador en la Universidad de Brown, impartiendo clases de narrativa, cine y literatura española e hispanoamericana. Ha colaborado con relatos y artículos en medios nacionales e internacionales. Su obra aparece recogida en varias antologías. Su obra Providence, traducida al francés fue muy bien acogida en el país galo. Su siguiente novela, Karnaval, está inspirada en Strauss-Kahn.

## Novelas
- La vuelta al mundo (Jamais, Sevilla, 2002)
- I love you Sade (E.D.A. Libros, Málaga, 2003)
- La fiesta del asno (DVD Ediciones, Barcelona, 2005)
- Providence (Editorial Anagrama, Barcelona, 2009)
- Karnaval (Editorial Anagrama, Barcelona, 2012)
- La vuelta al mundo (Edición ampliada. Pálido Fuego, Málaga, 2015)
- El Rey del juego (Editorial Anagrama, Barcelona, 2015)
- Revolución (Editorial Anagrama, Barcelona, 2019)

## Relatos
- Metamorfosis (Berenice, Córdoba, 2006)

## Ensayo
- Mímesis y simulacro : del Marqués de Sade a David Foster Wallace (E.D.A. Libros, Málaga, 2010)

## Antologías
- El Quijote. Instrucciones de uso (E.D.A. Libros, Málaga, 2005. Antología de escritores españoles.
- Mutantes: narrativa española de última generación (Berenice, Córdoba, 2007). Antología de escritores españoles coordinada junto con el escritor, crítico literario y profesor universitario Julio Ortega, con relatos de Germán Sierra, Flavia Company, Manuel Vilas, Carmen Velasco, Javier Pastor, Jordi Costa, David Roas, Agustín Fernández Mallo, Javier Fernández, Vicente Luis Mora, Mercedes Cebrián, Braulio Ortiz Poole, Javier Calvo Perales, Imma Turbau, Isaac Rosa, Mario Cuenca Sandoval, Jorge Carrión, Robert Juan-Cantavella y Eloy Fernández Porta.

## Premios
- Finalista del Premio Herralde de Novela 2009, por Providence
- Premio Herralde de Novela 2012, por Karnaval[2]
- Premio Andalucía de la Crítica en 2020 por Revolución.[3]

| Predecesor: Martín Caparrós | Premio Herralde 2012 | Sucesor: Álvaro Enrigue |